# Accord militaire franco-belge de 1920
L’Accord militaire franco-belge de 1920 fut un pacte de défense collective signé entre la France et la Belgique en septembre 1920. L'accord fut annulé en 1936 quand la Belgique décida de reprendre une politique de neutralité qui se poursuivra jusqu'à l'éclatement de la Seconde Guerre mondiale.

## Contexte
Après avoir subi l'invasion allemande lors de la Première Guerre mondiale, le gouvernement belge était soucieux d'établir un traité défensif contre une éventuelle nouvelle attaque de l'Allemagne dans le futur. Cependant, le gouvernement voulait éviter que le pays ne devienne un protectorat de la France et craignait d'être entrainé dans une guerre par un pays allié qui tenterait de faire respecter le traité de Versailles de 1919. D'un autre côté, la France voulait l'implication belge dans l'occupation de la Rhénanie prévue pour 15 ans par la Société des Nations et était désireuse du soutien militaire belge en cas de guerre.

## Accord

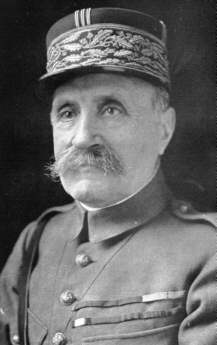
Ferdinand Foch, le négociateur français

Le pacte fut négocié en avril 1920 et signé le 7 septembre de la même année. Ferdinand Foch fut le responsable des négociations du côté français mais il ne réussit pas à gagner une union des armées belge et française ni à obtenir les accords sur la mobilisation qu'il souhaitait. Les négociations étaient menées par le général Henri Maglinse du côté belge. Bien que la participation britannique fut demandée, elle fut rejetée par leur gouvernement. 
L'accord fut approuvé le 10 septembre par les gouvernements.

## Traité
Le premier article décrit un accord incluant les soldats français et belges dans l'occupation de la Rhénanie. Il est également mentionné que dans l'éventualité d'un réarmement allemand, les 2 pays devront mobiliser leurs réserves. Le second article discute d'une plus grande intégration des défenses aux frontières alors que le 3e annonce une plus grande coopération entre les états-majors.
Les termes de cet accord restèrent secrets.

## Fin du traité
Le traité fut formellement abrogé en 1936 et la Belgique repris sa politique de neutralité. Le gouvernement belge préférait construire des fortifications et gagner l'assurance de sa neutralité auprès des pays voisins, dont l'Allemagne nazie, que prendre le risque d'une nouvelle guerre à travers le jeu des alliances.

## Perception
L'accord reçu initialement l'approbation générale en Belgique. Toutefois, ce pacte reçu un accueil différent au nord et au sud du pays, la population wallonne étant en général favorable à un resserrement des liens militaires avec la France alors que la population flamande était globalement contre et le percevait comme une hausse de l'influence française sur le pays,.
La plupart des historiens modernes considèrent le traité, comme les autres alliances militaires françaises de cette période, comme un échec parce qu'ils avaient failli à créer un réseau d'alliances fortes capable d'éviter la montée en puissance de l'Allemagne à la fin des années trente.